# Ноєркірх
Ноєркірх (нім. Neuerkirch) — громада в Німеччині, розташована в землі Рейнланд-Пфальц. Входить до складу району Рейн-Гунсрюк. Складова частина об'єднання громад Зіммерн.
Площа — 5,28 км2. Населення становить 304 ос. (станом на 31 грудня 2020).